# Ceriporiopsis costaricensis
Ceriporiopsis costaricensis är en svampart som beskrevs av M. Mata & Ryvarden 2010. Ceriporiopsis costaricensis ingår i släktet Ceriporiopsis och familjen Phanerochaetaceae.   Inga underarter finns listade i Catalogue of Life.